# フラッシュ・ゴードン (映画)
『フラッシュ・ゴードン』(Flash Gordon) は、1980年のアメリカ合衆国のSF映画。監督はマイク・ホッジス、出演はサム・J・ジョーンズとメロディ・アンダーソンなど。
アレックス・レイモンドの同名新聞連載漫画を実写映画化した作品である。
音楽をイギリスのロックバンド・クイーンが担当しており、主題歌「フラッシュのテーマ」は特に著名である。
主演のサム・J・ジョーンズが第1回ゴールデンラズベリー賞の最低主演男優賞にノミネートされている。

## ストーリー
惑星モンゴを支配する悪の皇帝ミンによって天変地異に見舞われた地球は10日以内に月と衝突する危機にあった。そんな中、科学者のハンス・ザーコフは独自に和平交渉をするために自前のロケットでモンゴに向かおうとするが、そこに飛行機の不時着でたまたま居合わせたアメフトのスター選手であるフラッシュ・ゴードンと1人旅をしていた女性デイル・アーデンの2人も同行することになる。しかし、三人はミンの部下らに捕らえられてしまい、ミンが交渉の余地などない極悪非道な悪党であることを知る。デイルを見初めたミンは、邪魔なゴードンを処刑し、ザーコフを洗脳するように命じる。ゴードンはガスで処刑されるが、彼に一目惚れした王女オーラによって偽装工作が行なわれ、密かに命を救われる。一方のザーコフも洗脳されたふりをして難を逃れる。オーラによって脱出したフラッシュは、森の国アーボリアのバリン公やホークマン（鷹人間）軍団を率いるヴァルタン公を味方につけ、デイルと結婚式を挙げようとしていたミンを倒し、モンゴだけでなく地球をも救うことに成功する。こうしてモンゴは、新たにバリンを皇帝に迎え、ヴァルタンが総司令官となる。

## キャスト
- フラッシュ・ゴードン: サム・J・ジョーンズ - アメフトのスター選手。
- デイル・アーデン（英語版）: メロディ・アンダーソン（英語版） - 旅行会社の社員。
- ミン皇帝（英語版）: マックス・フォン・シドー - モンゴの無慈悲な皇帝。
- ハンス・ザーコフ博士（英語版）: トポル - 元NASAの科学者。
- オーラ姫（英語版）: オルネラ・ムーティ - ミン皇帝の娘。
- バリン公（英語版）: ティモシー・ダルトン - 森の国アーボリアの王。オーラ姫の恋人（の1人）。
- ヴァルタン公（英語版）: ブライアン・ブレスド - ホークマン（鷹人間）の王。
- クライタス将軍: ピーター・ウィンガード（英語版） - ミン皇帝の部下。常に仮面を着けている。
- カーラ将軍: マリアンジェラ・メラート（英語版） - ミン皇帝の部下。

## 日本語吹替
| 役名                 | 俳優                     | 日本語吹替                                                                                      | 日本語吹替                                                                                     |
| 役名                 | 俳優                     | 日本テレビ版                                                                                    | テレビ朝日版                                                                                   |
| -------------------- | ------------------------ | ----------------------------------------------------------------------------------------------- | ---------------------------------------------------------------------------------------------- |
| フラッシュ・ゴードン | サム・J・ジョーンズ      | 田中秀幸                                                                                        | 大塚明夫                                                                                       |
| デイル・アーデン     | メロディ・アンダーソン   | 岡本茉莉                                                                                        | 土井美加                                                                                       |
| ミン皇帝             | マックス・フォン・シドー | 加藤精三                                                                                        | 小林清志                                                                                       |
| ハンス・ザーコフ博士 | トポル                   | 滝口順平                                                                                        | 池田勝                                                                                         |
| オーラ姫             | オルネラ・ムーティ       | 芝田清子                                                                                        | 小宮和枝                                                                                       |
| バリン公             | ティモシー・ダルトン     | 仲木隆司                                                                                        | 小川真司                                                                                       |
| ヴァルタン公         | ブライアン・ブレスド     | 内海賢二                                                                                        | 麦人                                                                                           |
| クライタス           | ピーター・ウィンガード   | 仁内建之                                                                                        | 千田光男                                                                                       |
| カーラ将軍           | マリアンジェラ・メラート | 火野捷子                                                                                        | 弥永和子                                                                                       |
| その他               | -                        | 小島敏彦 村越伊知郎 たてかべ和也 藤本譲 平林尚三 有馬瑞香 上田敏也 東富士郎 大久保正信 千田光男 | 小島敏彦 山野史人 秋元羊介 仲野裕 伊井篤史 中田和宏 山口健 佐藤しのぶ 叶木翔子 紗ゆり 金野恵子 |

- 日本テレビ版：初回放送1982年10月20日『水曜ロードショー』※正味93分
- テレビ朝日版：初回放送1992年8月16日『日曜洋画劇場』※Blu-ray収録。正味94分

## 製作
ジョージ・ルーカスは本作の旧映画版『フラッシュ・ゴードン』シリーズ（バスター・クラブ主演）を幼少から鑑賞しており、リメイクを思いついたが、ラウレンティスが権利を保持していたため手が出せず、独自にストーリーを執筆し『スター・ウォーズ』を制作することになった。『スター・ウォーズ』冒頭にある、物語の概要が書かれた文章が画面奥へ飛んでいくカット（オープニングクロール）は、旧映画版『フラッシュ・ゴードン』に倣っている。
冒頭に、いかにも模型然とした地球が登場するが、これは米国公開時の配給元であるユニバーサル映画のロゴに登場するのと同じ地球のミニチュアである。本来はユニバーサル映画のロゴに続けて（厳密には一旦フェードアウトした後）登場する事で連続性を演出するシーンとなっていたが、ユニバーサル映画は海外配給権を手放すこととなり、結果として模型然とした地球のみが残ってしまう結果になった。このような経緯の為、本編中でフラッシュ達の乗ったロケットが離陸した時に映る地球は、雲が渦巻くリアルな地球になっており、冒頭の地球とはデザインが大きく異なっている。

## 作品の評価

### 映画批評家によるレビュー
Rotten Tomatoesによれば、批評家の一致した見解は「わざとらしい魅力と訳知りなユーモアのセンスのおかげで、宇宙を駆け巡る元フットボール選手、彼の愛するグルーピーたち、そしてミン皇帝という名の超悪役が登場する馬鹿馬鹿しいプロットに打ち勝っている。」であり、47件の評論のうち高評価は83%にあたる39件で、平均点は10点満点中6.8点となっている。
Metacriticによれば、13件の評論のうち、高評価は7件、賛否混在は4件、低評価は2件で、平均点は100点満点中58点となっている。

### 受賞歴
第1回ゴールデンラズベリー賞最低主演男優賞にサム・J・ジョーンズがノミネートされたが、受賞には至らなかった。

### 後の作品への影響
2012年のコメディ映画『テッド』では主人公が崇敬する映画として本作の本編映像、BGM、オマージュが多数挿入されており、主演のサム・J・ジョーンズが本人役で出演している。『テッド』のヒットにより再注目された本作についてWOWOWは「当時もそうだったが今見てもやはりどうかというやり過ぎ感が随所にあり、だからこそ『テッド』でのパロディーがより笑える」としている。